# Pino Castagna

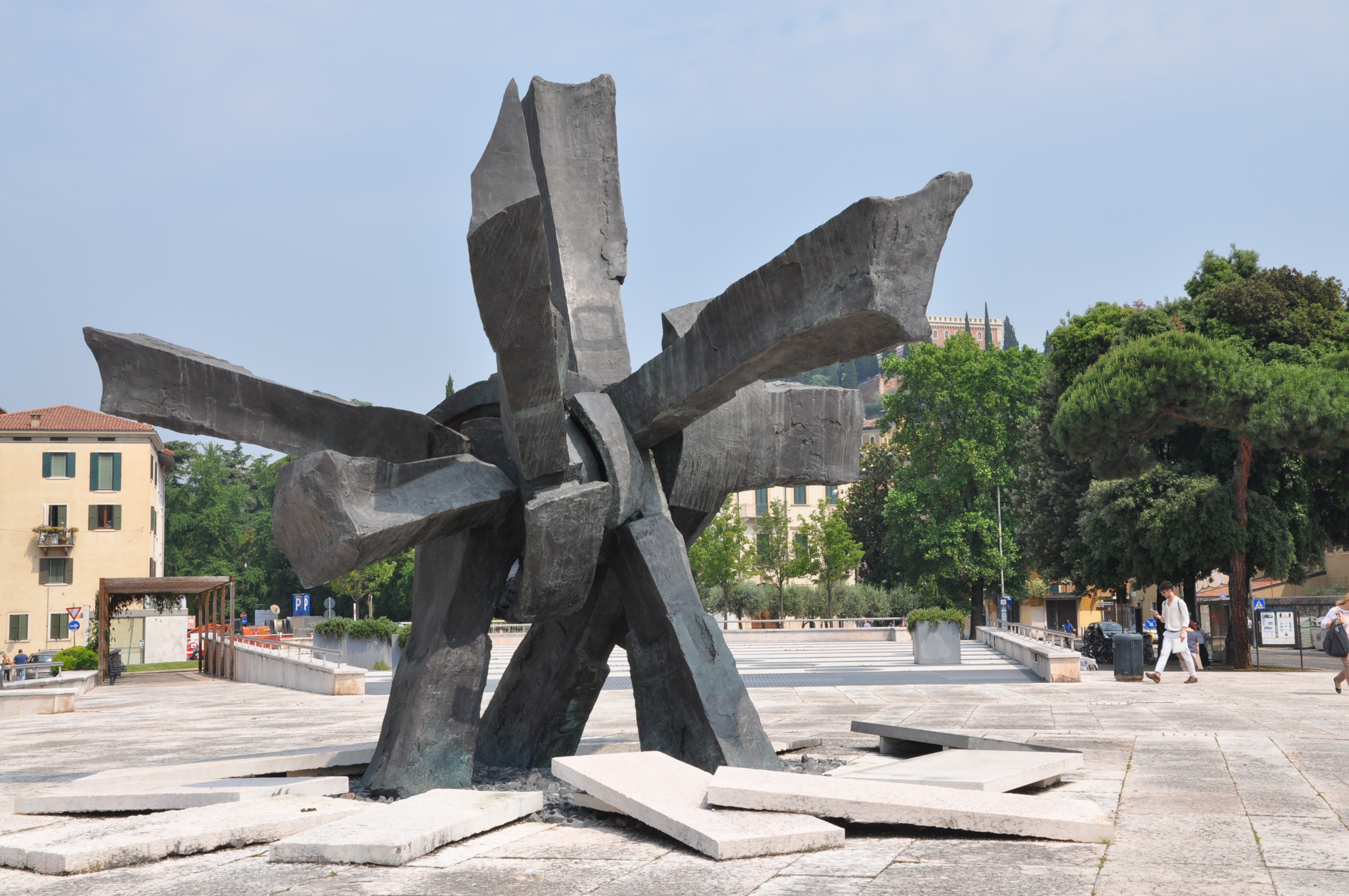
Lo spino del filo spinato

Pino Castagna (Castelgomberto, 24 febbraio 1932 – Costermano sul Garda, 22 febbraio 2017) è stato uno scultore, ceramista e incisore italiano.

## Biografia
Nato nel vicentino, a seguito del trasferimento della famiglia a Verona, Giuseppe frequenta le scuole medie ed il ginnasio in un collegio a Desenzano del Garda. Avendo manifestato doti di manualità sin da piccolo, lavorò come ragazzo di bottega al restauro di affreschi e vetrate con il pittore Franco Ferlenga.

### Formazione
Nel 1949, tornato a Verona, insegnò disegno in corsi di avviamento professionale, proseguendo intanto studi irregolari all'Accademia Cignaroli di Verona e concludendoli all'Accademia di belle arti di Venezia.

### Maturità artistica
Terminati gli studi a 24 anni, aveva già al suo attivo diverse esperienze artigianali, tra cui disegno dei mobili, collaborando come designer per alcune ditte, oltre all'affresco, alla tipografia ed al restauro. Insegnò anche in corsi di falegnameria e meccanica destinati a carcerati condannati pene minori: in tale ambiente conobbe nel 1959 lo scultore inglese Michael Noble (eclettico artista scozzese, scultore e musicista),col quale collaborò fino al 1963 allestendo una scuola-laboratorio di ceramica artistica, l'Idania, vicino alla Villa Borletti, per formare persone affette da particolari disturbi mentali, ospiti all'ospedale psichiatrico di Verona, dopo l'esperienza di Noble all'ospedale psichiatrico San Giacomo alla Tomba, dove, tra i tanti, vide il germe creativo di artisti come Carlo Zinelli.
Noble curava e progettava le forme, Castagna le decorazioni, la preparazione degli smalti e la cottura dei pezzi; le ceramiche venivano poi siglate a monogrammi congiunti PC e N.
Nel 1963 si conclude, oltre alla collaborazione con lo scultore inglese, anche quella con l'istituto psichiatrico, continuando a lavorare da solo in un altro studio aperto da qualche tempo e dedicandosi contemporaneamente anche a pittura, scultura, disegno di tappeti e tessuti e alla progettazione industriale, accumulando conoscenze su metodologie e tecniche proprie di diverse discipline

### Perfezionamento professionale
Grazie anche alla collaborazione con Noble, nel 1964 si era delineata la sua vocazione di scultore, perfezionando ed affinando la tecnica ceramista e realizzando le prime figure in ceramica, bronzo e alluminio per approdare poi alla scultura monumentale eseguite in svariati materiali (legno, cemento, ferro, vetro, marmo, oro, alluminio e ghisa) ed iniziando nel frattempo ad esporre in collettive e personali. 
Fu proprio l'esperienza di artigiano, coniugata alla vena creativa, a permettergli di creare soluzioni ardite e addirittura di poter creare nuovi strumenti con cui realizzare le sue creazioni. 
Nello nuovo studio a Costermano sul Garda (il precedente fu chiuso per motivi economici), aperto nel 1969 e ben più attrezzato rispetto al precedente, sperimentò l'utilizzo di svariati materiali, dal legno al cemento, dal ferro al marmo nonché bronzo e porcellana; laboratorio dove operò con un piccolo gruppo di collaboratori, avendolo suddiviso al piano terreno con lo spazio per le grandi sculture, il primo piano per la ceramica e i cinque forni di cottura, al piano superiore il suo studiolo e i vetri.
Negli anni settanta collaborò con l’azienda manifatturiera Richard-Ginori e con e con la "Ginori San Cristoforo" di Milano. Espose successivamente a Tokyo e a New York, imponendosi nel mercato internazionale nel 1985 dapprima con le mostre a Trento e Mantova e poi con le successive partecipazioni ad importanti rassegne d'arte; sempre negli anni ottanta, si dedicò alla lavorazione del vetro soffiato.

## Lo stile
Le ceramiche di Castagna spaziano dalla produzione in piccola serie e di oggetti d'uso quotidiano fino a sculture di notevoli dimensioni, come l'opera il Canneto, realizzata in porcellana. Viste le grandi dimensioni, le sue opere sono state definite archisculture.
Per la loro anticlassicità, fece riferimento ad artisti quali Brancusi, Derain, Modigliani, Wotruba e Guerrin.

## Esposizioni e mostre

### Esposizioni e mostre
A partire dai primi anni sessanta, ha partecipato ad innumerevoli collettive sia all'estero che in Italia e a prestigiose rassegne. Dapprima alla Galleria Ferrari (1963) e poi alla Linea 70 (1971), mentre tra le rassegne più prestigiose vi sono la Triennale di Milano (1967 e 1973), la Biennale di Venezia (1970 e 1986 col memorabile allestimento Vele sulla riva del bacino di San Marco, attualmente al MART di Rovereto) ed a varie edizioni del Concorso internazionali di ceramica a Faenza (1963, 1973, 1974, e 1975), Gubbio e Gualdo Tadino e alla Biennale internazionale di Carrara (1996 e 1998).
Negli anni ottanta, espose in numerose personali in varie città italiane tra cui Firenze, Todi, Gualdo Tadino e Verona. 
Nel 1981 partecipa alla Triennale Internazionale Scultura Marmo Lavoro di Carrara e alla mostra Il materiale delle arti allestita al Castello Sforzesco, dove propone una nuova versione in porcellana del Canneto.
Nel 1974 fu presente alla prima edizione di Rassegna 2000 organizzata dalla Associazione Ceramisti di Albisola. Nel 1978 espose alla Galleria Wako di Tokyo dove portò nuovamente l'opera Canneti. 
Nel 1992 a New York, nel 1994 replica un'esposizione a Mantova e Bolzano e nel 1997 fu presente alla collettiva La ceramica degli artisti alla Galleria Netta Vespignani di Roma.
Altre partecipazioni:
- Biennale Européenne Sculpture de Normandie, Jouy-sur-Eure (1984 e 1986)
- Biennale Internazionale del bronzetto e Piccola Scultura, Padova (1986-1987 e 1995)
- mostra Forme per il cemento allestita nel 1988 a Roma all’Istituto Nazionale di Studi Romani e al Parco di Sant'Alessio
- Pino Castagna. Sculture monumentali 1964-1990, Montignoso, Villa Schiff Giorgini, 14 luglio - 15 settembre 1991[21]
- mostra itinerante Scultura Lingua viva, Museo Ermitage e Palazzo Ducale di Massa, 1998
- Pino Castagna, scultura, ceramiche e vetri, Museo internazionale delle ceramiche, Faenza, 1999[22]
- decima Biennale d’Arte Sacra, San Gabriele, 2002
- mostra Κέραμος ceramica nell’arte italiana 1910-2002, Museo del Corso a Roma, 2002
- rassegna di scultura internazionale al giardino e al parco del Castello ducale di Agliè, 2005
- prima rassegna di scultura mediterranea Il Campo dei miracoli, Parco del Magliano, Marina di Massa, 2005.[19]
- Muri. Senso della misura e rifiuto dei limiti, Museo d’Arte Contemporanea e del Novecento di Monsummano Terme[23]

Una delle più recenti mostre gli venne dedicata a Palazzo Barbaran di Castelgomberto nell’ottobre del 2015.

### Mostreen plain air
Le sue più importanti mostre personali hanno trovato sede ideale en plein air nei centri storici di Monaco (1971), Imola (Sculture di Pino Castagna, Rocca Sforzesca) e Verona (1975), Lucca (Pino Castagna, Baluardo di San Colombano, 20 settembre - 7 novembre 1976), Rimini (1978), Salisburgo (1979), Bardolino (1982), Montignoso (1991), Bolzano (1992), Pergine Valsugana (2001), Svezia, Giappone, Stati Uniti e Africa.

### Altre attività
Partecipò al documentario dedicato a Carlo Zinelli nel centenario dalla nascita.

## Opere
Oltre alle opere in collezioni private, tra quelle pubbliche una delle più celebri è Lo spino del filo spinato, monumento dedicato alla Shoah, in piazza Isolo nel centro di Verona.
Sua è la Cappella Carlini (1986) al Cimitero monumentale di Verona. Altre sue opere si trovano alla Fondazione Giorgio Cini, al Museo internazionale delle ceramiche in Faenza, al Museo diocesano di Vicenza, alla Fondazione Cariverona di Verona e a Deauville, in Normandia, nel Musèe de plein air Domaine de l’Amiraute e nell'atrio del Polo Confortini dell'Ospedale di Borgo Trento e alla Galleria d'Arte Moderna Achille Forti di Palazzo della Ragione.
Nella sezione dedicata al Gioiello Contemporaneo del Museo degli Argenti di Palazzo Pitti sono conservate alcune opere di oreficeria mentre una parte importante della produzione grafica è conservata a Vienna alla Collezione Grafica Albertina e a Firenze al Gabinetto disegni e stampe degli Uffizi.
Dal confronto con gli spazi urbani è nata nel 1979 la serie delle Piazze, originali scenografie di ispirazione metafisica che includono una consapevolezza progettuale avvalorata, all’inizio del 1980, dalla realizzazione del Muro. Negli stessi anni realizza Memoria della Giudecca (1980-1981), le altissime bricole di 13 metri in legno di iroko, acquistate dal comune di Francoforte e collocate nel quartiere ristrutturato di Griesheim, in riva al fiume Meno.
Riguardo al connubio tra aspirazione architettonica e quella ambientale, sia in Italia che all'estero, si possono citare Alpinia-Cascade de Beynost (1991-2005, recentemente spostata e rialzata in occasione dell’ampliamento della stazione di Saint Maurice de Beynost; Omaggio a Consolini, acciaio inox e vetro per gli impianti sportivi di Costermano (1994); il Canneto in porcellana per l’università di Braunschweig in Germania (1997); Monadi, scultura in cemento e acciaio cor-ten destinata al parco-scultura Varcare la soglia a Villa Glori, Roma (1997); il Canneto in vetro a Palazzo Montecitorio (2001); il Cespo veneziano (1995) scultura in vetro di Murano e acciaio che sorge al centro della Rotonda Maria Rosa Molas a Castellòn de La Plana in Spagna (2002); il Canneto in porcellana greifficata nella prestigiosa Palazzina del Cavaliere, all’interno del Giardino di Boboli di Palazzo Pitti (2008); Lo spino del filo spinato in bronzo (613 x 690 x 573 cm) in Piazza Isolo a Verona (2009), destinato a ricordare le vittime della deportazione nel corso dell’ultimo conflitto bellico; … in pietra alpestra e dura, il muro in marmo bianco di Carrara (570 x 1800 x 900 cm) collocato a Marina di Massa in Piazza Bud-Kissingen (2009); la Fiamma in bronzo statuario patinato, monumento all’Arma dei Carabinieri di Peschiera del Garda, nell’area Riviera Carducci a Peschiera del Garda (2009); Gerico in acciaio cor-ten e cemento (670 x 2300 x 700 cm) a Le Bourget du Lac (Francia); Savoie Technolac (2010); Arcadia Veneta in bronzo patinato e marmo (altezza 215, diametro 200 cm ca.) realizzata per il trentennale del Premio Masi e collocata presso la Masi Agricola a Gargagnago di Valpolicella (2011); La siepe in acciaio inox che ridisegna lo spazio davanti al Teatro Ristori a Verona (2012); Canyon in acciaio cor-ten e cemento, posta al Museo Internazionale di Scultura Contemporanea di Santo Tirso in Portogallo (2013).

### Opere sacre
La chiesa all’aperto nel sagrato antistante la parrocchiale di Zermeghedo (1994); le vetrate per la Basilica di Santa Maria Assunta in Calvenzano a Vizzolo Predabissi (1997); la vetrata La Visitazione in vetro-fusione per la Parrocchia di San Giorgio Martire a Fontanafredda (2009); la riprogettazione degli arredi sacri (altare, cattedra vescovile, ambone, etc.) dell’area presbiteriale del Duomo-Cattedrale di Vicenza (2009). Nel 1998 donò al Museo del Comune di Treviso la scultura Filo spinato a seguito della sua presenza alla mostra Un itinerario animato: le mura.

### Altre opere[14]
- Figure, 1969
- Tensione, 1977
- Papiro, 1977

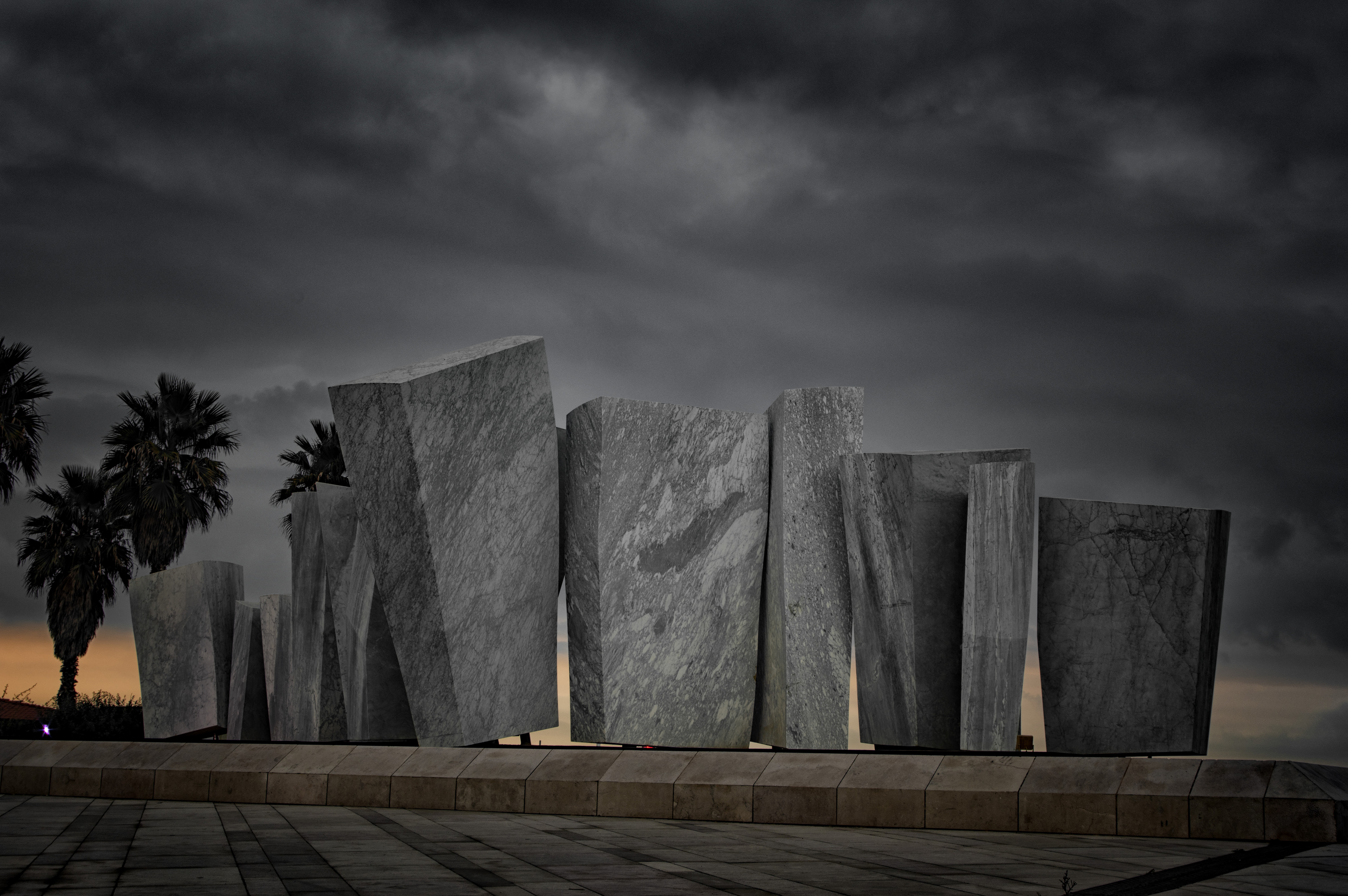
Le Vele in Piazza Bad Kissingen a Massa

- Mastio, 1987, cemento e metallo (acciaio cor-ten)
- Vele, 1981
- Memoria gotica, 1989
- Paesaggio sonoro, 1993
- Onda, 1998
- La foresta di Birnam, 1999
- Mura di Gerico

## Riconoscimenti[19]
- 1997, Verona, Premio Internazionale Guido Zangrando
- 1999, Roma, Premio Internazionale di Scultura Costantino Nivola
- 2000, Premio Biennale di Scultura Libero Andreotti
- 2006, Vicenza, primo premio al Concorso di idee per progettazione elementi funzionali al rito per il Duomo
- 2006, San Giorgio di Valpolicella, Premio Masi per La Civiltà Veneta
- 2009, Verona, Premio Mastro d’Arte della Pietra
- 2010, Marina di Carrara, menzione speciale Marble Architectural Awards 2010[31]